# Cultura de España

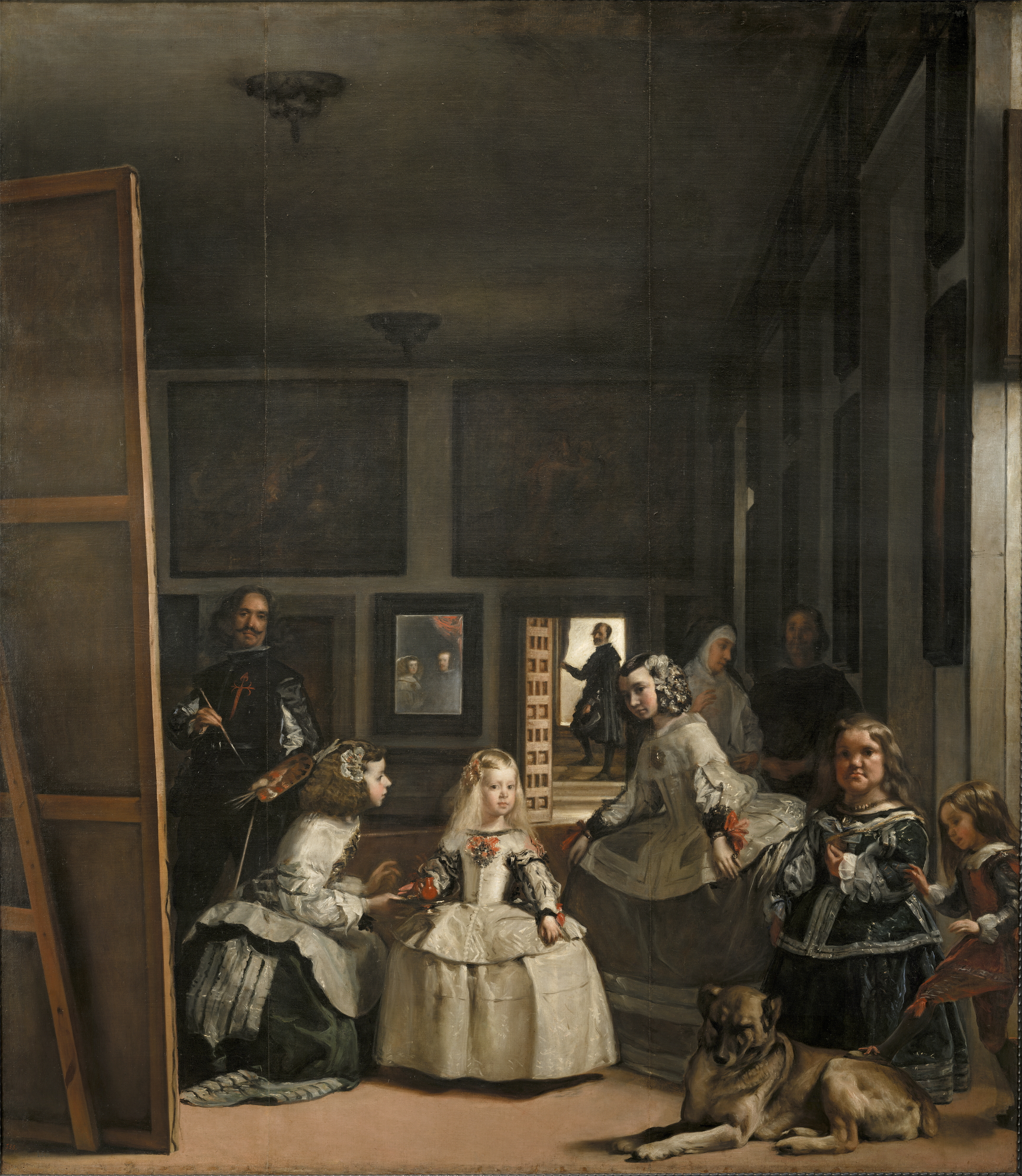
Las Meninas de Diego Velázquez, en el Museo del Prado, Madrid. Este cuadro es uno de los más representativos del arte español junto a la representación de El tres de mayo de 1808 de Goya y a otras obras de Velázquez, como La rendición de Breda (Las lanzas) o las hilanderas. Esta junto a las citadas anteriormente son una de las obras más destacadas y difundidas del arte en España.

La cultura española tiene sus raíces en las influencias que los diferentes pueblos han dejado tras su paso por la península a lo largo de los siglos. Además, la historia, el relieve montañoso y los mares que la circundan han contribuido significativamente en la formación de la cultura actual.
Aunque hay un patrimonio cultural común a todos los españoles, la marcada singularidad de sus regiones ha dado lugar a diversas manifestaciones culturales a lo largo de su geografía. Esas manifestaciones han tenido reflejo en todos los campos: el arte, las tradiciones, la literatura, las lenguas y dialectos, la música, la gastronomía, etc.

## Idiomas
En España se hablan varias lenguas vernáculas. El castellano o español, idioma oficial en todo el país, es la lengua materna predominante en casi todas las comunidades autónomas de España y es hablado por el 98,9 % de la población española. En España se suele denominar a la lengua principal como castellano y no como español para así diferenciar a la lengua principal de otras lenguas que también son españolas. Seis de las diecinueve ciudades y comunidades autónomas de España tienen además, junto con el castellano, otras lenguas como oficiales en sus respectivas comunidades. El bilingüismo en distintos grados y en distintas situaciones comunicativas entre el castellano y otra lengua es una práctica habitual por parte de muchos de los españoles que residen en alguna de estas comunidades autónomas.
En el 2019, según la encuesta Pew, las lenguas habladas en casa eran el español en el 81% de los hogares, el catalán/valenciano en el 12% (8% de catalán y 4% de valenciano), el gallego en el 3%, el euskera en el 1% y el restante por otras lenguas.
Por comunidades autónomas, el gallego puede hablarlo el 89% de la población de Galicia, el catalán el 85% de la población de Cataluña y el 63,1% de las Islas Baleares, el valenciano el 51,8% de la Comunidad Valenciana y el euskera el 55,1% del País Vasco y el 21,7% de Navarra. En cuanto a lenguas maternas únicamente, el gallego es la del 82,8 % de los residentes en Galicia, el catalán la del 55,5 % en Cataluña y del 42,9 % en las Islas Baleares, el valenciano del 35,2 % en la Comunidad Valenciana, y el euskera es la lengua materna del 33,7 % en el País Vasco y el 14,6 % en Navarra.

## Influencia del clima y la geografía
Los accidentes naturales que conforman España han ayudado a configurar la cultura del país. En el norte del país, la geografía montañosa ha facilitado la conservación de su lengua y costumbres características en esas regiones. Hay una fuerte tradición marítima, por el hecho de ser una península y, consecuentemente, estar rodeada de agua. Incluso en ciudades en el interior con puerto fluvial, como es el caso de Sevilla, se aprecia tal tradición. El transporte aéreo ha facilitado que las playas del mar Mediterráneo, especialmente las de la Costa del Sol, alberguen a millones de turistas todos los años.
Exceptuando la franja subtropical (islas Canarias), se pueden distinguir los siguientes tipos de climas: mediterráneo, atlántico y, en la meseta peninsular, un clima mediterráneo de interior caracterizado por veranos muy calurosos e inviernos fríos. En la costa, el clima es más moderado. Los templados y secos veranos han dado como resultado una cultura que pasa gran parte del tiempo al aire libre. Son típicos los patios en los edificios o las plazas públicas, donde la gente se concentra para charlar y pasar el rato. En muchas ciudades, el alterne y la diversión se caracteriza por tener lugar en las terrazas al aire libre. Las tradicionales verbenas son otra manifestación cultural y social que, con la llegada de la primavera y el verano, se celebran al aire libre en muchas localidades de todo el país.

## Desarrollo histórico

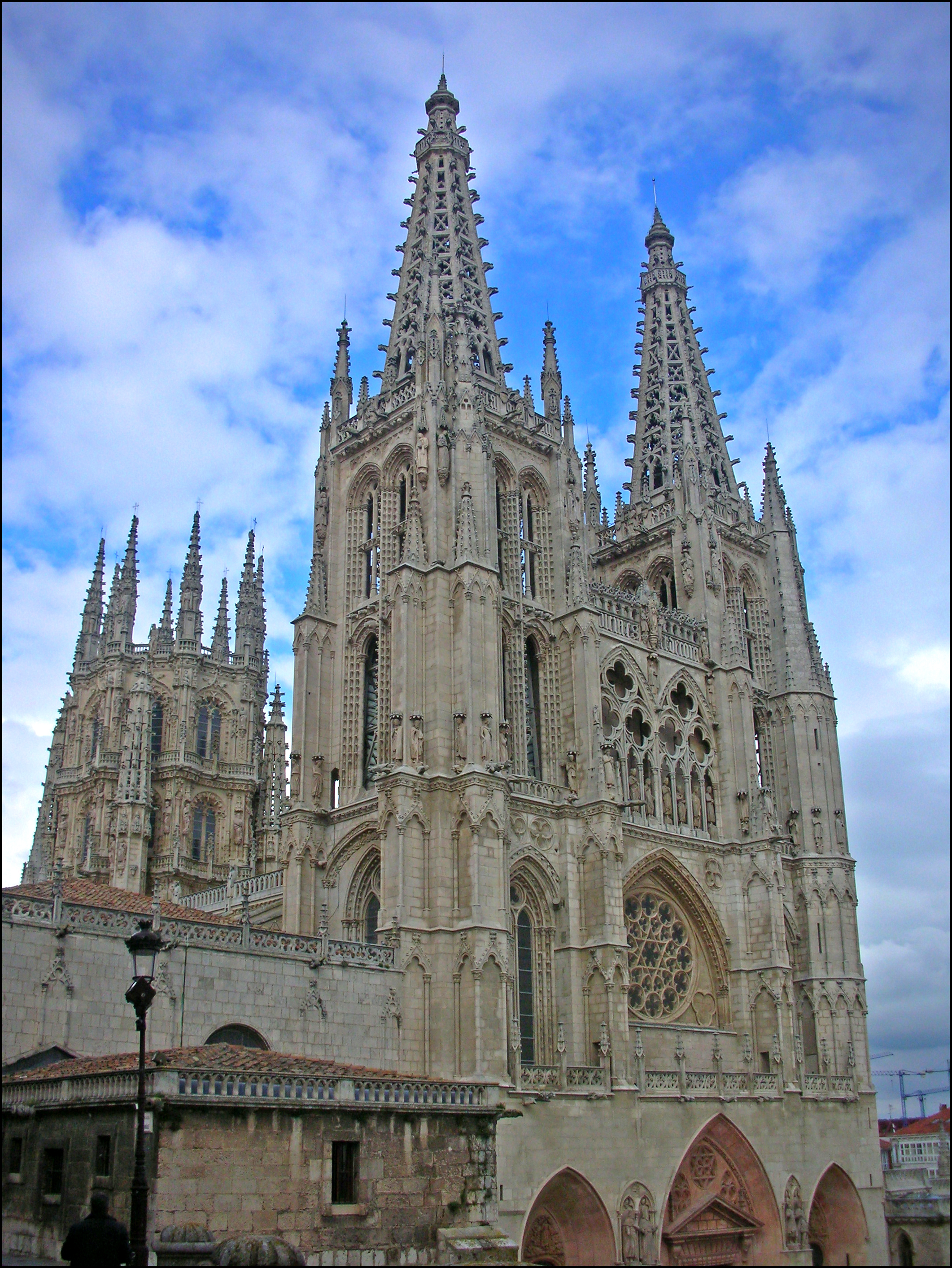
La Catedral de Burgos es un ejemplo de la Arquitectura gótica en España.

La presencia de fuentes en el diseño urbano y en los patios de las casas, la cerámica en las tejas de los tejados y el uso decorativo de los azulejos son tradiciones heredadas de los musulmanes.

En la posguerra, los tebeos se convierten en el medio artístico y cultural más popular del país. En 1954, V. S. Pritchett escribió sobre las pequeñas ciudades.

El alojamiento, si hay uno, no será un hotel, ni tan siquiera una fonda —la palabra árabe—, sino quizás una posada: un lugar al que uno puede llegar con una mula o un burro, y donde se puede guardar al animal, y ponerse a dormir bajo un saco de paja.

Ya en los años sesenta, la televisión se vuelve omnipresente, aunque solo se contara con un par de canales.
La muerte de Franco acabó con la censura, y dio lugar a un crecimiento cultural explosivo en un amplio número de áreas, en especial el cómic, la música popular y el diseño. Se asiste así al fenómeno de la movida madrileña, subcultura joven de finales de los 70 y primeros de los 80 afín al punk y la new wave, que tuvo su epicentro en Madrid. También permitió el boom del cine erótico nacional en un fenómeno conocido como el destape.
La instauración de las comunidades autónomas dio vigor a muchos aspectos de la cultura local, al mismo tiempo que España se unía a la Unión Europea en 1986. Se imponen nuevas formas de ocio, como los videojuegos, mientras el número de libros presentes en los hogares españoles aumenta poco a poco. Así, si en 1985, tenían de media 108 libros; en 1991, el número había ascendido a 143.

## Costumbres

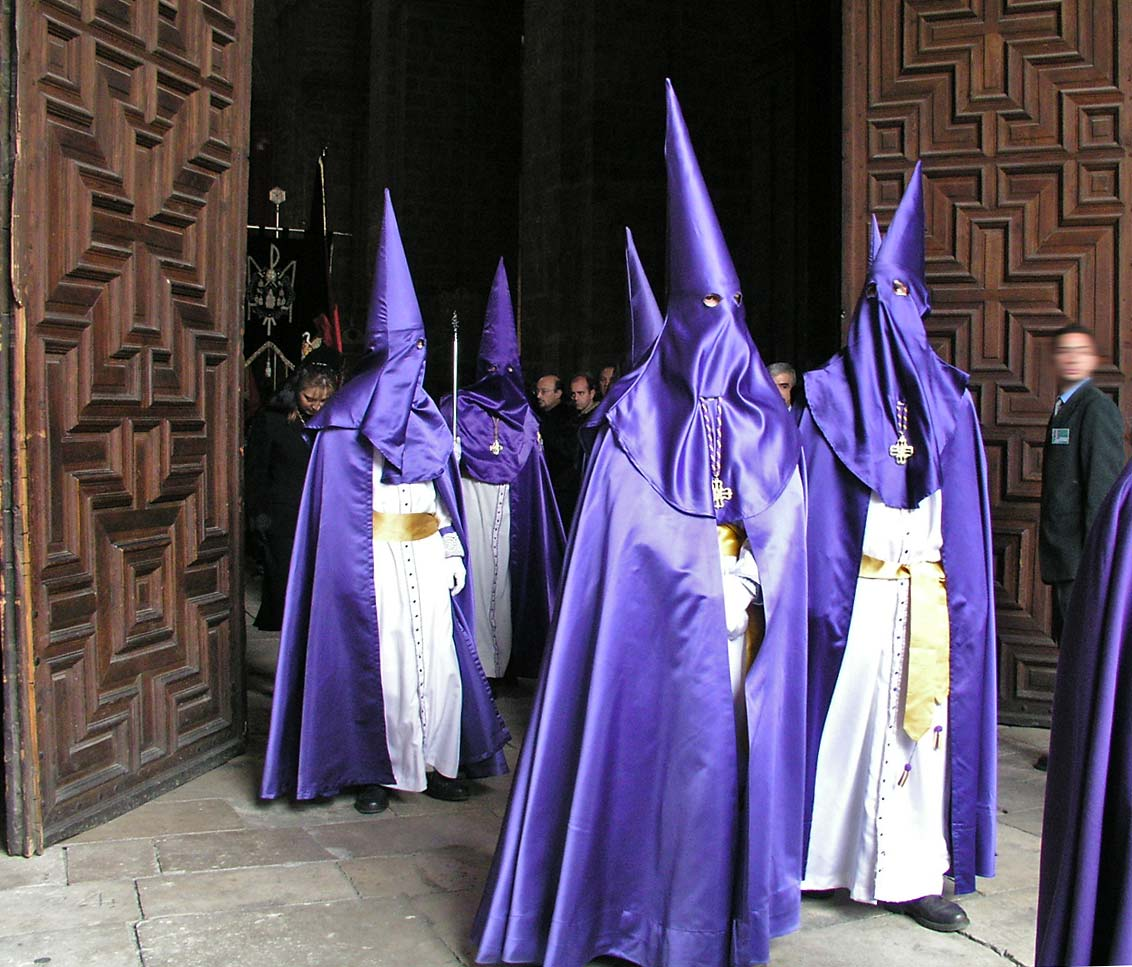
Semana Santa en España

La siesta es una tradición que está retrocediendo, especialmente en las ciudades. El ritmo normal del día en España suele continuar dividido en dos periodos, mañana y tarde, con una pausa de dos o tres horas durante la comida. Un paseo al final de la tarde es una costumbre extendida en muchos lugares.   

La hora de la cena, como en unas regiones del sur de Italia, es la más tardía en Europa, habitualmente alrededor de las 10.30 p. m..
La diversión se caracteriza por tener lugar en la noche, incluso hasta altas horas de la madrugada. En el centro y sur de la península, el calor estival ha potenciado ese fenómeno. La vida nocturna comienza tarde. Muchos clubes, incluso en ciudades relativamente pequeñas, abren a la medianoche y no cierran hasta el amanecer. En Madrid en verano y en otras grandes ciudades como Barcelona o Zaragoza, empieza a ser habitual que actuaciones culturales se extiendan hasta las dos o tres y media  de la madrugada.

## Gastronomía
La gastronomía o cocina española son los platos, ingredientes, técnicas y toda la tradición culinaria que se practica en España. Cocina de origen que oscila entre el estilo rural y el costero, y que representa una diversidad fruto de muchas culturas, así como de paisajes y climas. La cocina española está fuertemente influida a lo largo de su historia por los pueblos que conquistan su territorio, así como de los pueblos que posteriormente conquista y coloniza. Esta situación le ha proporcionado una gran variedad de técnicas culinarias e ingredientes. 
Fue durante muchos siglos desconocida en Europa, y es entre finales del siglo XIX y comienzos del XX cuando cobra una identidad nacional, fundamentada en los diferentes platos y técnicas culinarias propias. Todo este conocimiento culinario sale a la luz gracias a la aparición a comienzos del siglo XX de escritores especializados en gastronomía capaces de ensalzar y alabar sus platos, de investigar en su historia y su origen. A este grupo de escritores se le ha venido a denominar como la «generación gastronómica del 27». A partir de este instante la cocina española evolucionó hasta lo que en la actualidad conocemos como la nueva cocina española.

## Estilo de vestir

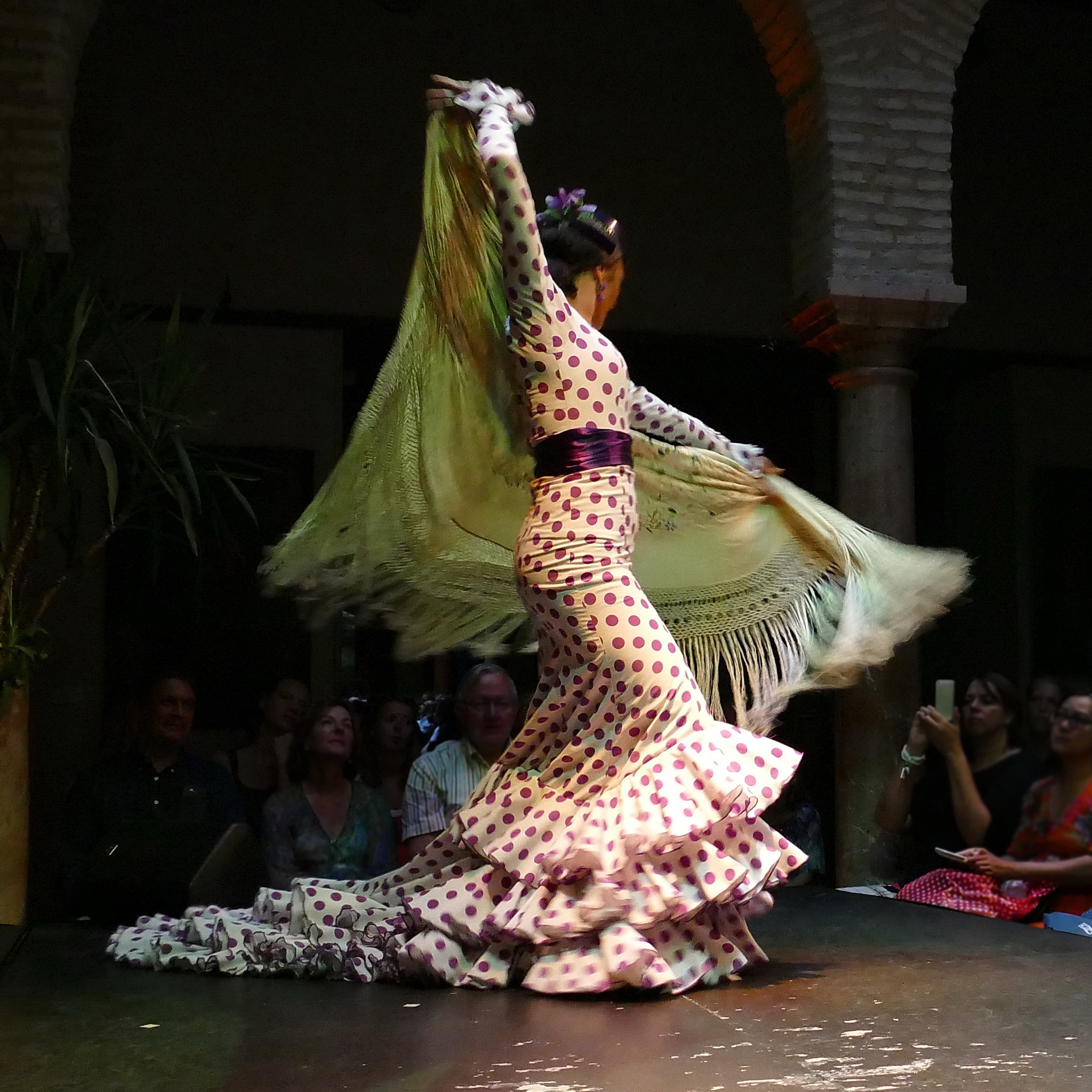
Bailaora con traje de flamenca específico para el baile, con bata de cola y acompañado con mantón bordado.

Durante el Siglo de Oro español (ss. XVI y XVII) la moda española se imponía en Europa: trajes oscuros y la mayor parte de las veces negros, con unos pocos detalles de color: cadenas de oro, blancas golas, la cruz de alguna orden... En Holanda, Francia o Flandes era común esta moda entre los hombres.
Las regiones de España han desarrollado a lo largo de su historia un modo de vestir propio. El traje regional es su máxima expresión. Se lucía, especialmente, en las fiestas locales y celebraciones populares. Esa tradición en el vestir ha cedido en favor de las pautas que marca la moda contemporánea; si bien, aún persisten algunos estilos característicos: en los pueblos de Castilla, la vestimenta continúa siendo relativamente austera. El vestir andaluz, por el contrario, es muy colorido y elaborado durante las fiestas.
Los diseñadores españoles están recibiendo cierto reconocimiento a nivel internacional, destacándose la Cibeles Madrid Fashion Week y la Pasarela Gaudí.

## Véase también

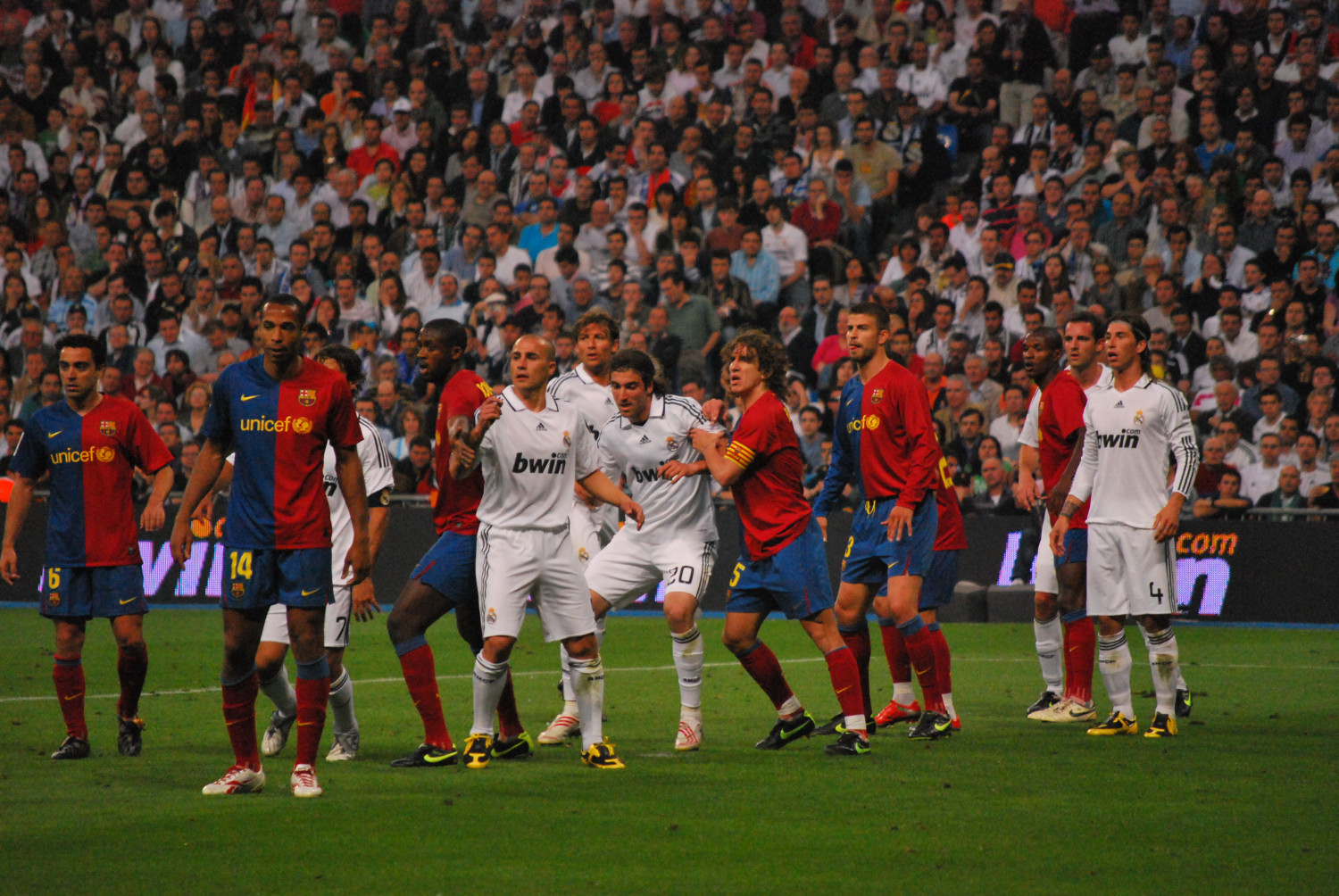
El Clásico, uno de los eventos más representativos del deporte en España.